# Det Grønne Museum
Det Grønne Museum är ett statligt museum med fokus på lantbruk i Danmark. Det ligger på herrgården Gammel Estrup mellan Randers och Grenå. Det bildades 2017 då Dansk Landbrugsmuseum och Dansk Jagt- og Skovbrugsmuseum slogs samman. Museet tar upp jakt, skog, lantbruk och måltider.
Dansk Landbrugsmuseum bildades 1889 på initiativ av J.C. la Cour. Det låg ursprungligen på Lyngby landboskole i Kongens Lyngby, norr om Köpenhamn. Det flyttade till en plats i närheten av Frilandsmuseet 1915 och har varit på sin nuvarande plats sedan 1971. Dansk Jagt- og Skovbrugsmuseum bildades 1942 och låg på Hirschholms slott i Hørsholm.
Museet har något under 100 000 besökare om året. Det ligger under Kulturministeriet.